# Поле (земна форма)
Полето е равнинна форма на релефа, широко и равно сушево пространство, обикновено обрасло с растителност. То  често е част от низина, равнина, дъно на котловина. Известни полета в България са Софийско поле, Санданско-Петричко поле и др.